# Boekensteun

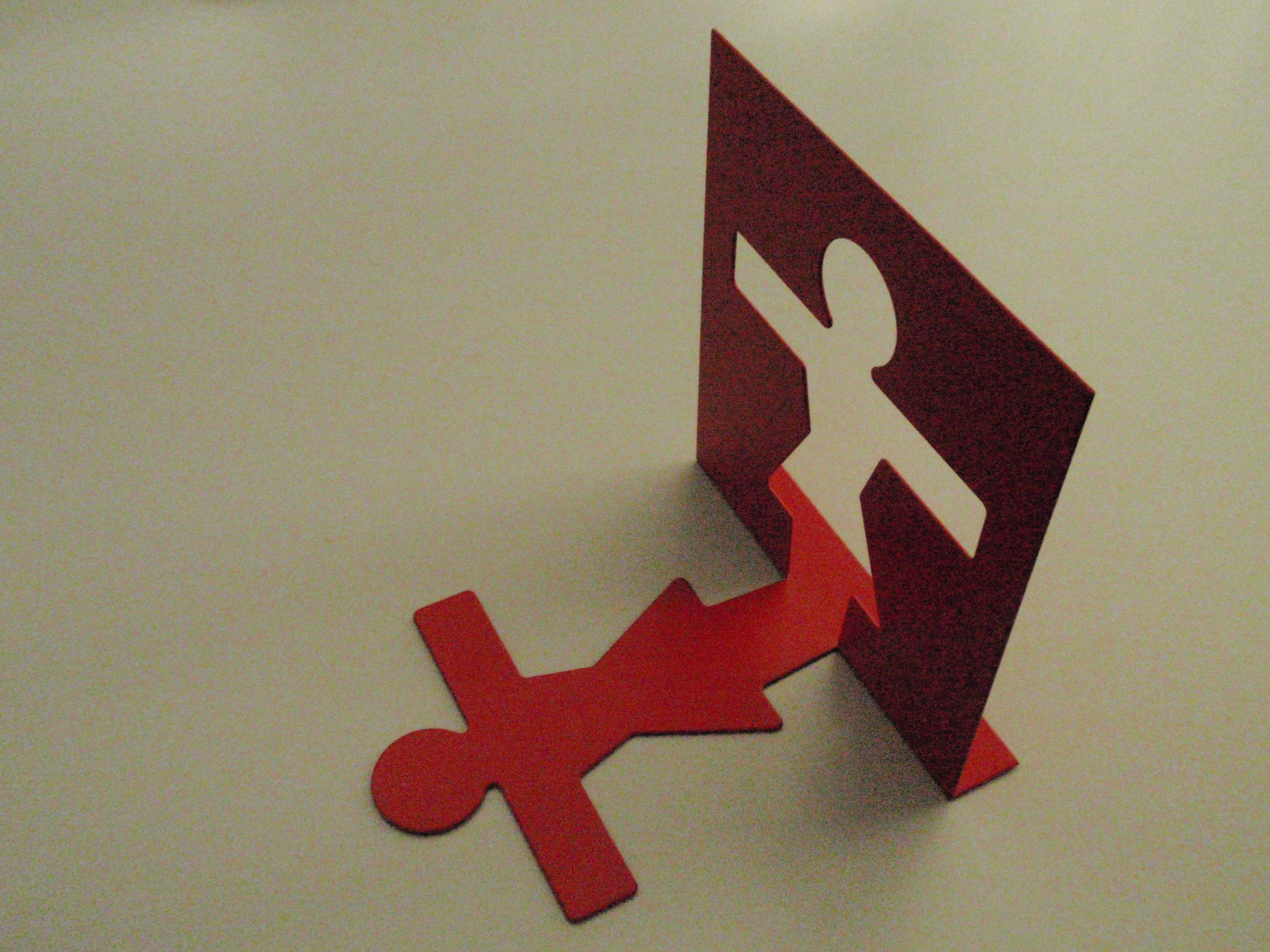
Een rood-metalen boekensteun

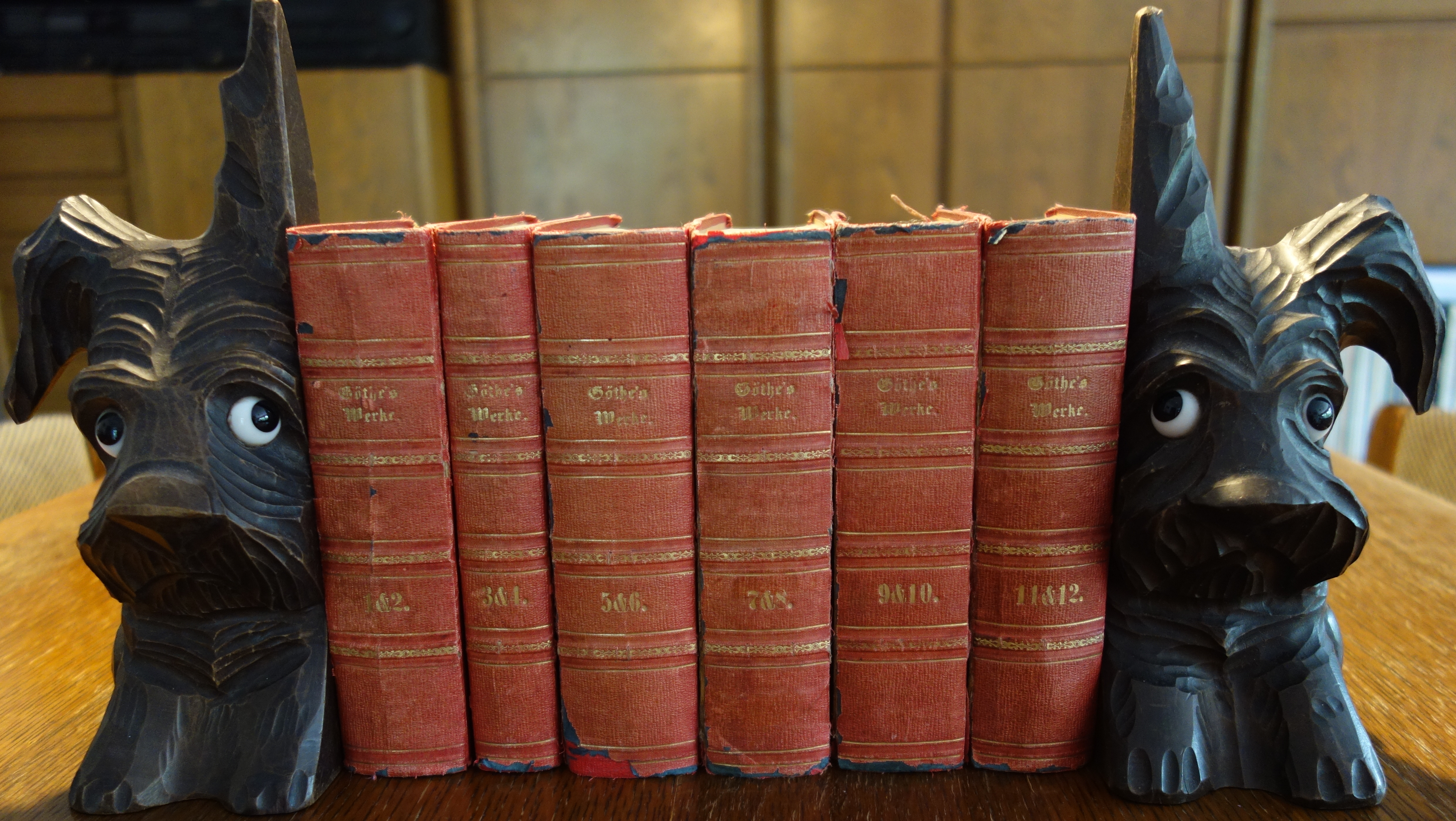
Een handgesneden paar boekensteunen met twee honden (circa 1910)

Een boekensteun is een gebruiksvoorwerp dat voorkomt dat boeken omvallen in de boekenkast of een ander voorwerp waar boeken op kunnen staan. Door de steun tegen de boeken aan te schuiven blijven deze overeind staan.
Er zijn twee constructies te onderscheiden: boekensteunen die hun steun ontlenen aan hun gewicht, en steunen die zijn uitgerust met een plaatje aan de onderkant dat onder de boeken geschoven kan worden en de steun als zodanig rechtop laat staan.
Ze zijn te verkrijgen in diverse soorten, maten en vormen. Sommige vormen beelden kracht uit, zoals twee olifanten die met hun koppen tegen de rij boeken aansteunen.